# Creolestes nigribarbis
Creolestes nigribarbis là một loài ruồi trong họ Asilidae. Creolestes nigribarbis được Philippi miêu tả năm 1865.